# Saison 2 de Henry Danger
Chronologie
Saison 1 Saison 3
Cet article présente les épisodes de la deuxième saison de la série télévisée américaine Henry Danger diffusée du 12 septembre 2015 au 17 juillet 2016 sur Nickelodeon.
En France, la première saison est diffusée du 8 février 2016 au 20 février 2017 sur Nickelodeon France.

## Distribution

### Acteurs principaux
- Jace Norman (VF : Raphaëlle Bruneau puis Gauthier de fauconval) : Henry Hart / Kid Danger
- Cooper Barnes (VF : Nicolas Matthys) : Raymond « Ray » Manchester / Captain Man
- Sean Ryan Fox (VF : Carole Baillien puis Bruno borsu) : Jasper Dunlop
- Riele Downs (VF : Elsa Poisot) : Charlotte
- Ella Anderson (VF : Béatrice Wegnez puis Nancy Phillipot) : Piper Hart

### Acteurs récurrents
- Jeffrey Nicholas Brown (VF : Marc Weiss) : Jake Hart, père de Henry
- Kelly Sullivan (VF : Maia Baran) : Kris Hart, mère de Henry
- Joe Kaprielian (VF : Thibaut Delmotte) : Sidney
- Matthew Zhang (VF : Bruno Borsu puis Illyas Mettioui) : Oliver
- Michael D. Cohen (VF : Peppino Capotondi) : Schwoz Schwartz
- Maeve Tomalty (VF : Claire Tefnin) : Bianca
- Jill Benjamin : Sharona Shapen

### Invités
- Jade Pettyjohn : Chloe Hartman
- Madison Iseman : Veronika
- Andrew Caldwell : Mitch Bilsky
- Angelica Salek : Stephanie
- AJ Castro : Carlos
- Alisa Allapach : Laylani

### Acteurs spéciaux
- Kira Kosarin (VFB : Sophie Frison) : Phoebe Thunderman, la grande sœur
- Jack Griffo (VFB : Alexis Flamant) : Max Thunderman, le grand frère

## Épisodes

### Épisode 1:Rappera bien qui rappera le dernier
- États-Unis : 12 septembre 2015 sur Nickelodeon
- France : 8 février 2016 sur Nickelodeon France

- États-Unis : 2.13 millions de téléspectateurs[1] (première diffusion)

- Jeffrey Nicholas Brown : Mr. Hart
- Michael D. Cohen : Schwoz
- Amber Bela Muse : Nurse Cohort
- Mike Ostroski : Dr Minyak

Invité spécial : Benjamin Flores Jr. : Li'l Biggie

### Épisodes 2 et 3:Trois filles et un Henry
Première partie:
- États-Unis : 19 septembre 2015 sur Nickelodeon
- France : 9 février 2016 sur Nickelodeon France

Deuxième partie:
- États-Unis : 26 septembre 2015 sur Nickelodeon
- France : 10 février 2016 sur Nickelodeon France

- États-Unis : 1,78 million de téléspectateurs[2],[3] (première diffusion)

### Épisode 4:Henry et les Piverts
- États-Unis : 3 octobre 2015 sur Nickelodeon
- France : 11 février 2016 sur Nickelodeon France

- États-Unis : 1,57 million de téléspectateurs[4] (première diffusion)

- Jeffrey Nicholas Brown : Mr. Hart
- Michael D. Cohen : Schwoz
- Wendy Braun : Ms. Sherwood
- Layla Crawford : Sophie
- Rodney J. Hobbs : Mr. Berman
- Mandy June Turpin : Ms. Weiner

### Épisode 5:Captain Man absent
- États-Unis : 10 octobre 2015 sur Nickelodeon
- France : 12 février 2016 sur Nickelodeon France

- États-Unis : 1,61 million de téléspectateurs[5] (première diffusion)

- Jeffrey Nicholas Brown : Mr. Hart
- Michael D. Cohen : Schwoz
- Joe Kaprielian : Sidney
- Matthew Zhang : Oliver
- Ryan Grassmeyer : Jeff

### Épisode 6:Le Bouffon du Temps
- États-Unis : 7 novembre 2015 sur Nickelodeon
- France : 15 février 2016 sur Nickelodeon France

- États-Unis : 1,85 million de téléspectateurs[6] (première diffusion)

- Kelly Sullivan : Mrs. Hart
- Jeffrey Nichols Brown : Mr. Hart
- Michael D. Cohen : Schwoz
- Andrew Caldwell : Mitch Bilsky
- Joe Kaprielian : Sidney
- Joey Richter : The Time Jerker

### Épisode 7:Bœuf mystère
- États-Unis : 14 novembre 2015 sur Nickelodeon
- France : 16 février 2016 sur Nickelodeon France

- États-Unis : 1,35 million de téléspectateurs[7] (première diffusion)

- Jeffrey Nichols Brown : Mr. Hart
- Kelly Sullivan : Mrs. Hart
- Michael D. Cohen : Schwoz
- Carrie Barrett : Mary Gaperman
- Jill Benjamin : Miss Shapen
- Rob Locke : Turk
- Joey Richter : The Time Jerker
- Winston Story : Trent Overunder
- Maeve Tomalty : Bianca

### Épisode 8:Henry le jaloux
- États-Unis : 21 novembre 2015 sur Nickelodeon
- France : 17 février 2016 sur Nickelodeon France

- États-Unis : 1,52 million de téléspectateurs[8] (première diffusion)

- Jeffrey Nichols Brown : Mr. Hart
- Kelly Sullivan : Mrs. Hart
- Carrie Barrett : Mary Gaperman
- Jill Benjamin : Miss Shapen
- Zach Callison : Chet
- Joe Kaprielian : Sidney
- Matthew Zhang : Oliver
- Winston Story : Trent Overunder
- Toby Wilson : Dirk

### Épisode 9:Les lois de Noël
- États-Unis : 28 novembre 2015 sur Nickelodeon
- France : 6 février 2017 sur Nickelodeon France

- États-Unis : 1,62 million de téléspectateurs[9] (première diffusion)

- Jeffrey Nichols Brown : Mr. Hart
- Kelly Sullivan : Mrs. Hart

### Épisodes 10 et 11:Henry Indestructible
Première partie:
- États-Unis : 19 mars 2016 sur Nickelodeon
- France : 7 février 2017 sur Nickelodeon France

Deuxième partie:
- États-Unis : 26 mars 2016 sur Nickelodeon
- France : 8 février 2017 sur Nickelodeon France

Première partie:
- États-Unis : 2.02 millions de téléspectateurs[10] (première diffusion)

Deuxième partie:
- États-Unis : 2.12 millions de téléspectateurs[11] (première diffusion)

- Jeffrey Nichols Brown : Mr. Hart
- Kelly Sullivan : Mrs. Hart
- Michael D. Cohen : Schwoz
- Joshua Carlon : Dex

### Épisode 12:Message, Mensonges et Vidéo
- États-Unis : 9 avril 2016 sur Nickelodeon
- France : 9 février 2017 sur Nickelodeon France

- États-Unis : 1,65 million de téléspectateurs[12] (première diffusion)

- Jeffrey Nichols Brown : Mr. Hart

### Épisode 13:Le monde à l’envers
- États-Unis : 16 avril 2016 sur Nickelodeon
- France : 10 février 2017 sur Nickelodeon France

- États-Unis : 1,75 million de téléspectateurs[13] (première diffusion)

- Jeffrey Nichols Brown : Mr. Hart
- Michael D. Cohen : Schwoz
- Andrew Caldwell : Mitch Bilsky
- Joe Kaprielian : Sidney
- Matthew Zhang : Oliver

### Épisode 14:Six pieds sous terre
- États-Unis : 23 avril 2016 sur Nickelodeon
- France : 16 février 2017 sur Nickelodeon France

- États-Unis : 1,67 million de téléspectateurs[14] (première diffusion)

- Michael D. Cohen : Schwoz

### Épisode 15:La peste boutonneuse
- États-Unis : 30 avril 2016 sur Nickelodeon
- France : 17 février 2017 sur Nickelodeon France

- États-Unis : 1,83 million de téléspectateurs[15] (première diffusion)

- Jeffrey Nichols Brown : Mr. Hart
- Michael D. Cohen : Schwoz

### Épisode 16:Double Henry
- États-Unis : 7 mai 2016 sur Nickelodeon
- France : 15 février 2017 sur Nickelodeon France

- États-Unis : 1,37 million de téléspectateurs[16] (première diffusion)

- Jeffrey Nichols Brown : Mr. Hart
- Michael D. Cohen : Schwoz
- Steve Lewis : Mark

### Épisodes 17 et 18:Danger et Thunder
Première partie:
- États-Unis : 18 juin 2016 sur Nickelodeon
- France : 13 février 2017 sur Nickelodeon France

Deuxième partie:
- États-Unis : 18 juin 2016 sur Nickelodeon
- France : 14 février 2017 sur Nickelodeon France

- États-Unis : 2.24 millions de téléspectateurs[17] (première diffusion)

- Jeffrey Nichols Brown : Mr. Hart
- Michael D. Cohen : Schwoz
- Josh Fingerhut : Van Del
- Ben Giroux : The Toddler
- Ryan Grassmeyer : Jeff
- Joey Richter : The Time Jerker
- Amber Bela Muse : Nurse Cohort
- Mike Ostroski : Dr Minyak

### Épisode 19:Je connais ton secret
Dans cet ultime épisode de la saison 2, Jasper (Sean Ryan Fox) finit par découvrir le secret de la double identité de Henry (Jace Norman) par inadvertance.
- États-Unis : 17 juillet 2016 sur Nickelodeon
- France : 20 février 2017 sur Nickelodeon France

- États-Unis : 2.60 millions de téléspectateurs[18] (première diffusion)

- Kelly Sullivan : Mrs. Hart
- Jeffrey Nichols Brown : Mr. Hart
- Michael D. Cohen : Schwoz
- Jill Benjamin : Miss Shapen
- Joe Kaprielian : Sidney
- Matthew Zhang : Oliver